# Moras
Pour les articles homonymes, voir Moras (homonymie).
Ne doit pas être confondu avec Moras-en-Valloire.
Moras est une commune française située dans le département de l'Isère, en région Auvergne-Rhône-Alpes.
Les habitants sont appelés les Morassiens.

## Géographie

### Situation et description
Moras est situé au milieu de la partie sud de l'Isle-Cremieu, les collines, en opposition au plateau au nord. À 350m d'altitude sur le versant sud d'une colline dominée par une chapelle (alt 385m) et le cimetière avec vue sur le mont Blanc (visible depuis de nombreux autres points de vue de même que la chaîne des Alpes), tandis que le bas du village est occupé par un étang au centre d'un grand marais. Cette position enclavée rend l'accès et les aménagements moins faciles qu'ailleurs. La surface boisée du territoire de Moras est relativement importante.

### Communes limitrophes
|            | Villemoirieu             | Dizimieu               |
| Veyssilieu | Moras                    | Saint-Hilaire-de-Brens |
|            | Saint-Marcel-Bel-Accueil | Vénérieu               |

### Climat
Pour des articles plus généraux, voir Climat d'Auvergne-Rhône-Alpes et Climat de l'Isère.
En 2010, le climat de la commune est de type climat des marges montargnardes, selon une étude du Centre national de la recherche scientifique s'appuyant sur une série de données couvrant la période 1971-2000. En 2020, Météo-France publie une typologie des climats de la France métropolitaine dans laquelle la commune est exposée à un climat de montagne ou de marges de montagne et est dans une zone de transition entre les régions climatiques « Moyenne vallée du Rhône » et « Alpes du nord ». 
Pour la période 1971-2000, la température annuelle moyenne est de 11,1 °C, avec une amplitude thermique annuelle de 17,6 °C. Le cumul annuel moyen de précipitations est de 1 171 mm, avec 10 jours de précipitations en janvier et 7 jours en juillet. Pour la période 1991-2020, la température moyenne annuelle observée sur la station météorologique de Météo-France la plus proche, « Deauville », sur la commune de Deauville à 0 km à vol d'oiseau, est de 0,0 °C et le cumul annuel moyen de précipitations est de 0,0 mm,. Pour l'avenir, les paramètres climatiques de la commune estimés pour 2050 selon différents scénarios d'émission de gaz à effet de serre sont consultables sur un site dédié publié par Météo-France en novembre 2022.

### Hydrographie
L'étang de Moras est situé sur le territoire de la commune.

### Voies de communication
Situé à l'écart des grands axes routiers, le territoire communal n'est traversé que par deux routes départementales, la RD18a et la RD18g.

## Urbanisme

### Typologie
Au 1er janvier 2024, Moras est catégorisée commune rurale à habitat dispersé, selon la nouvelle grille communale de densité à sept niveaux définie par l'Insee en 2022.
Elle est située hors unité urbaine. Par ailleurs la commune fait partie de l'aire d'attraction de Lyon, dont elle est une commune de la couronne,. Cette aire, qui regroupe 397 communes, est catégorisée dans les aires de 700 000 habitants ou plus (hors Paris),.

### Occupation des sols
L'occupation des sols de la commune, telle qu'elle ressort de la base de données européenne d’occupation biophysique des sols Corine Land Cover (CLC), est marquée par l'importance des territoires agricoles (60,7 % en 2018), en augmentation par rapport à 1990 (45,9 %). La répartition détaillée en 2018 est la suivante : 
zones agricoles hétérogènes (35,5 %), forêts (29 %), terres arables (14,8 %), prairies (10,4 %), zones humides intérieures (6,9 %), zones urbanisées (3,3 %). L'évolution de l’occupation des sols de la commune et de ses infrastructures peut être observée sur les différentes représentations cartographiques du territoire : la carte de Cassini (XVIIIe siècle), la carte d'état-major (1820-1866) et les cartes ou photos aériennes de l'IGN pour la période actuelle (1950 à aujourd'hui).

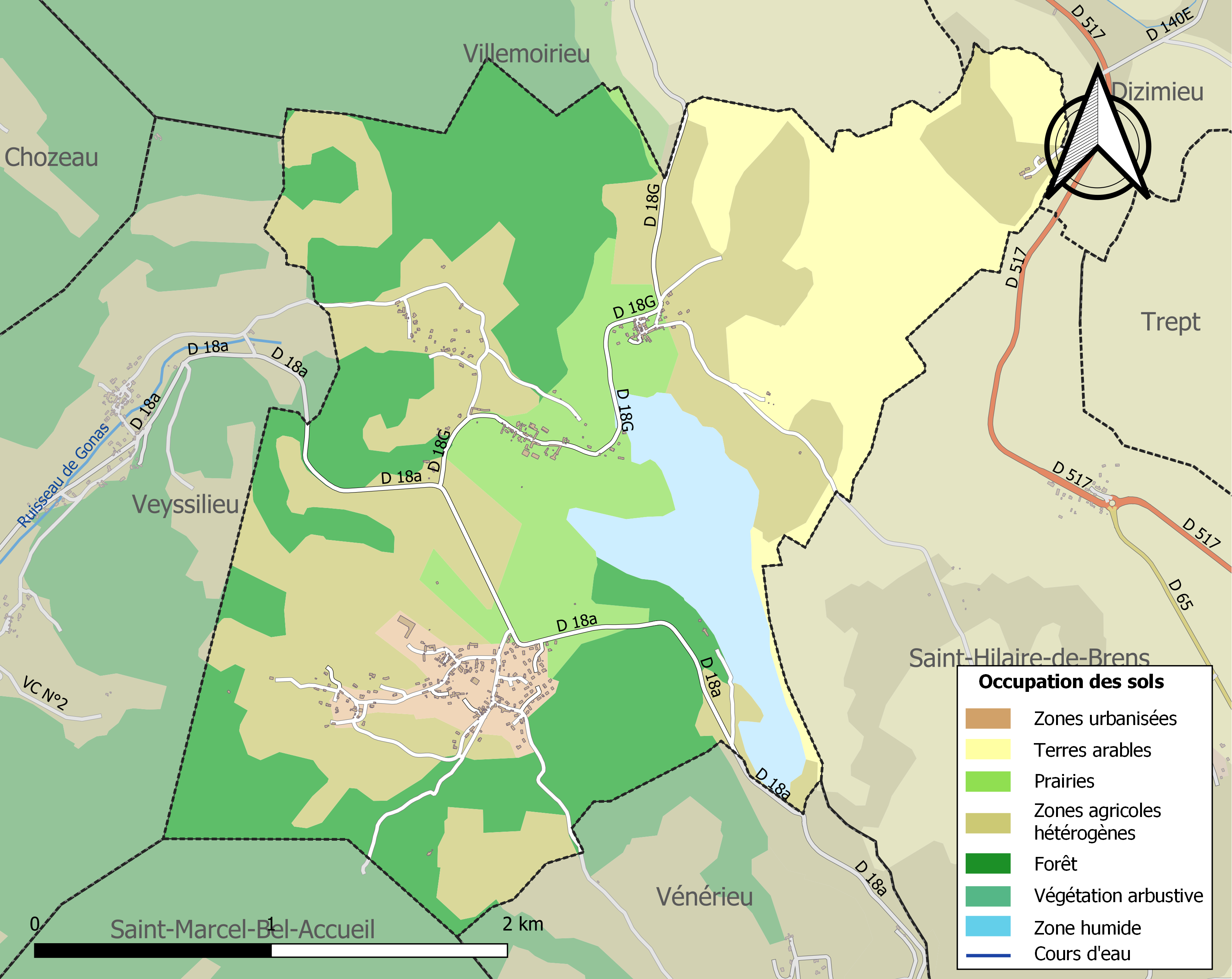
Carte des infrastructures et de l'occupation des sols de la commune en 2018 (CLC).

### Risques naturels et technologiques majeurs

#### Risques sismiques
L'ensemble du territoire de la commune de Moras est situé en zone de sismicité n°3 (sur une échelle de 1 à 5), comme l'ensemble des communes du géographique du Nord-Isère.
| Type de zone | Niveau            | Définitions (bâtiment à risque normal) |
| ------------ | ----------------- | -------------------------------------- |
| Zone 3       | Sismicité modérée | accélération = 1,1 m/s2                |

## Toponymie
Le nom de Moras viendrait d'une racine pré-latine *murr au sens de « hauteur, tertre, éminence », qui a donné  *mor- accompagné de la racine pré-gauloise -ate.
Ernest Nègre  dit :  Moras au XIIIe siècle, du franco-provençal mouro, « mamelon de terrain », avec un suffixe augmentatif -as
On peut toutefois noter que le même site mentionne aussi le germanique *môra, « marais » pour d'autres lieux. Or, le lieu est au milieu de l'Isle Crémieu, paysage de collines dont Moras ne diffère pas, sur un versant, tandis que le bas du village est occupé par un étang au centre d'un grand marais.
Le hameau de Moraize, juste derrière une autre colline, est situé au-dessus d'un autre marais asséché où se trouvait un étang.

## Histoire

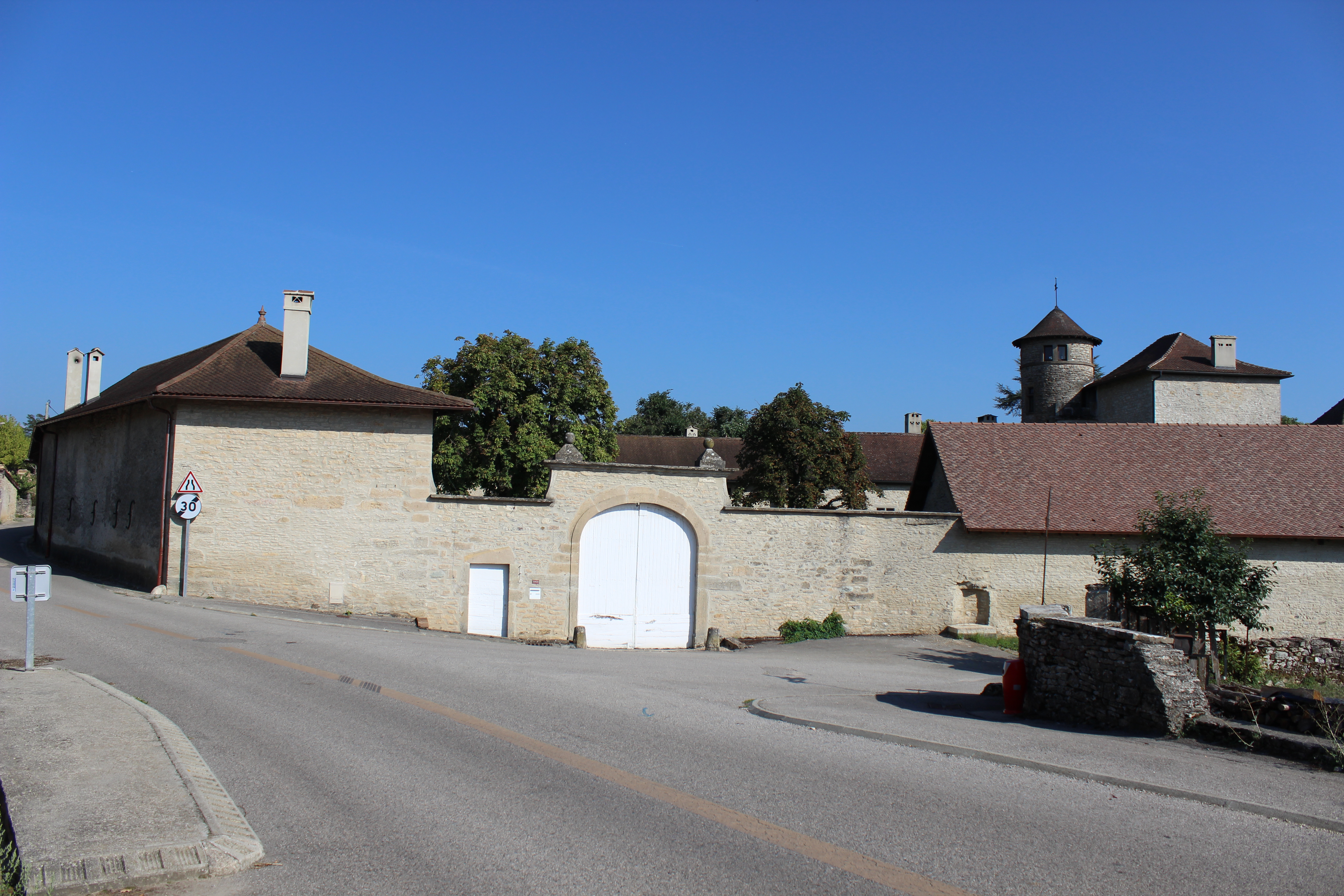
Tour de Moras.

L'enquête de 1339, signale deux maisons fortes : l'une avec tour, maison forte dite tour de Moras, inscrite à l'inventaire général du patrimoine culturel, région Rhône-Alpes; et l'autre décrite comme « maison fortifiée mais pas forte », et unus ipsorum nobilium habet in dicta parrochia domum fortem cum turri et alius habet domum deffensabilem, sed non ita fortem.

### Administration municipale

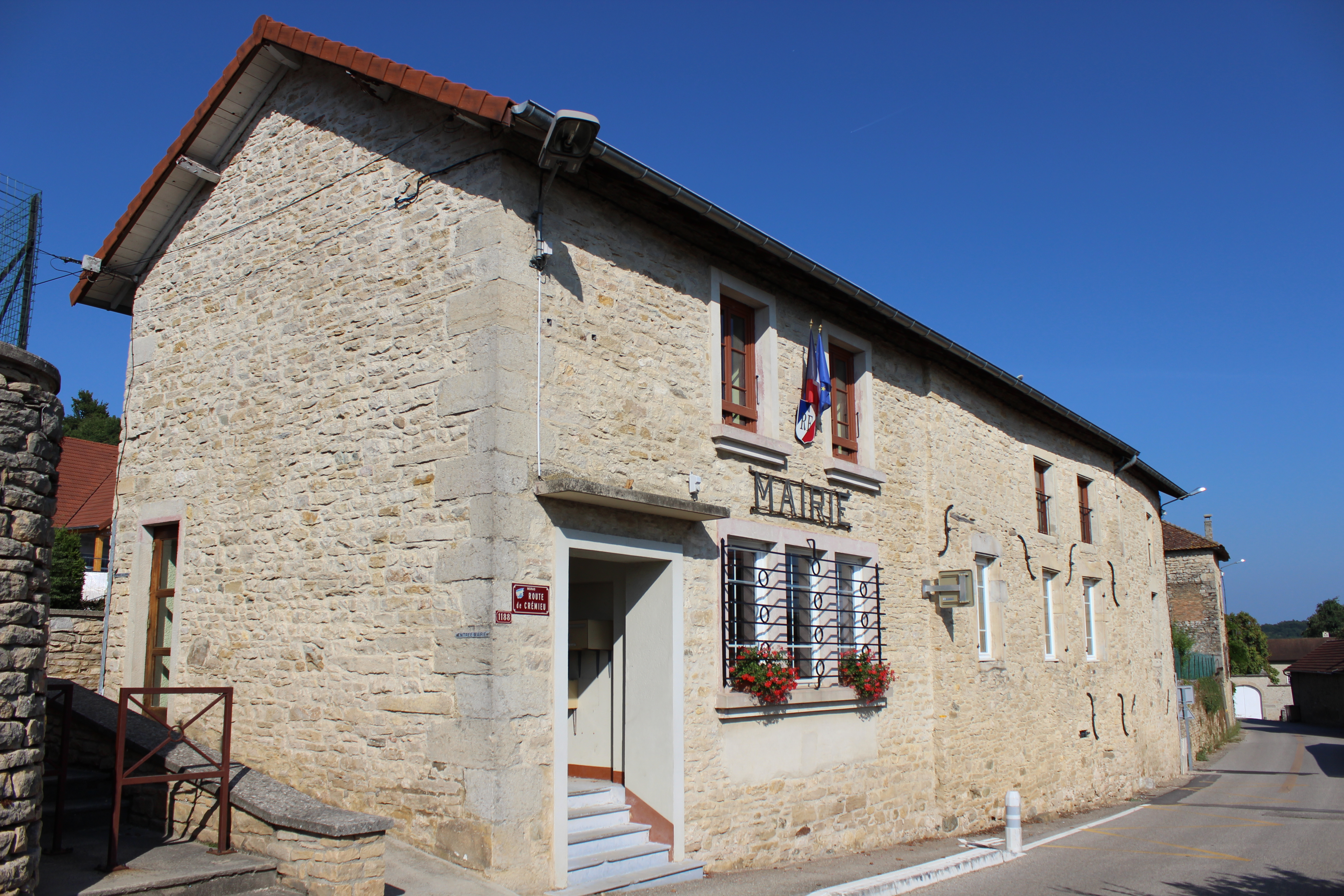
Mairie de Moras

## Politique et administration

### Liste des maires
| Période      | Période       | Identité         | Étiquette | Qualité  |
| ------------ | ------------- | ---------------- | --------- | -------- |
| mars 2001    | mai 2020      | Bernard Bourgier | PCF       | Retraité |
| mai 2020     | novembre 2021 | Éric Sucillon    |           |          |
| janvier 2022 | En cours      | Sylvie Bogas     |           |          |

## Population et société

### Démographie
En 2022, la commune de Moras comptait 523 habitants. À partir du XXIe siècle, les recensements réels des communes de moins de 10 000 habitants ont lieu tous les cinq ans. Les autres chiffres sont des estimations.
| 1793 | 1800 | 1806 | 1821 | 1831 | 1836 | 1841 | 1846 | 1851 |
| ---- | ---- | ---- | ---- | ---- | ---- | ---- | ---- | ---- |
| 314  | 325  | 338  | 301  | 372  | 370  | 382  | 400  | 413  |

| 1856 | 1861 | 1866 | 1872 | 1876 | 1881 | 1886 | 1891 | 1896 |
| ---- | ---- | ---- | ---- | ---- | ---- | ---- | ---- | ---- |
| 365  | 380  | 367  | 356  | 309  | 302  | 300  | 295  | 286  |

| 1901 | 1906 | 1911 | 1921 | 1926 | 1931 | 1936 | 1946 | 1954 |
| ---- | ---- | ---- | ---- | ---- | ---- | ---- | ---- | ---- |
| 282  | 251  | 254  | 208  | 204  | 214  | 194  | 215  | 203  |

| 1962 | 1968 | 1975 | 1982 | 1990 | 1999 | 2006 | 2008 | 2013 |
| ---- | ---- | ---- | ---- | ---- | ---- | ---- | ---- | ---- |
| 190  | 167  | 188  | 359  | 339  | 418  | 457  | 468  | 497  |

| 2018 | 2022 | - | - | - | - | - | - | - |
| ---- | ---- | - | - | - | - | - | - | - |
| 515  | 523  | - | - | - | - | - | - | - |

### Enseignement
La commune est rattachée à l'académie de Grenoble.

### Médias
Historiquement, le quotidien à grand tirage Le Dauphiné libéré consacre, chaque jour, y compris le dimanche, dans son édition du Nord-Isère, un ou plusieurs articles à l'actualité de la communauté de communes, ainsi que des informations sur les éventuelles manifestations locales, les travaux routiers, et autres événements divers à caractère local.

### Cultes
La communauté catholique et l'église de Moras (propriété de la commune) sont desservies par la paroisse catholique de Saint-Martin de l'Isle Crémieu (relais de la vallée) qui elle-même est rattachée au diocèse de Grenoble-Vienne.

## Culture locale et patrimoine

### Lieux et monuments

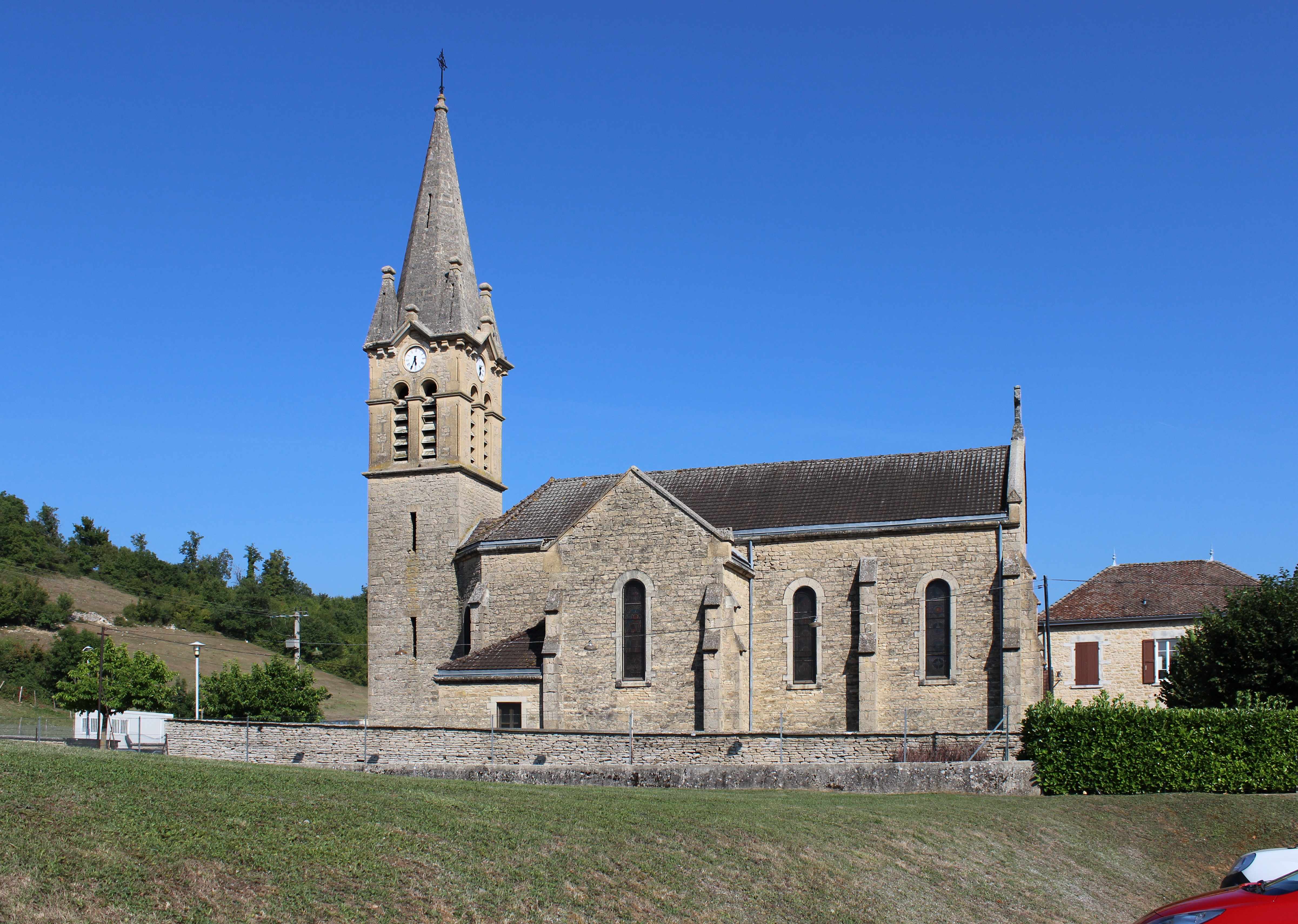
L'église en 2015.

- Maison forte dite tour de Moras

La maison forte est remaniée aux 3e quart du XVe siècle et au 4e quart du XVIIIe siècle.
- Église Saint-Christophe de Moras.

l'édifice est inscrite à l'Inventaire général du patrimoine culturel.
- Chapelle de Moras

cette ancienne église du village a été modifié en 1846, la foudre ayant détruit une partie du clocher-mur et endommagé la toiture.
les éléments les plus anciens conservés dans cette chapelle sont la partie inférieure du mur de chevet datant du XIIe siècle et les éléments sculptés (archivolte, coussinets). L’aspect actuel est dû aux transformations du XIXe siècle.

### Espaces naturels
La zone naturelle d'intérêt écologique, faunistique et floristique (ZNIEFF) du « lac et prairies sèches de Moras », d'une superficie de presque 70 hectares, s'étend sur le territoire de la commune et de deux communes voisines, Saint-Hilaire-de-Brens et Veyssilieu.  L’étang, en raison de sa superficie, joue un rôle majeur pour l'accueil des oiseaux aquatiques, en particulier lors des migrations et de l'hivernage. La cistude d'Europe est présente, et se reproduit probablement dans les prairies sèches qui bordent l'étang.

### Personnalités liées à la commune
- Michel Robert : cavalier international français de concours de saut d'obstacles, chevalier de la Légion d'honneur. Son haras est installé dans un hameau de la commune de Moras.
- François Lenoir, dit Rolland, né à Moras en 1642 et mort à Montréal en 1717, officier, négociant de fourrures et commandant du fort Rolland en Nouvelle-France.

### Héraldique
|  | Moras possède des armoiries dont l'origine et le blasonnement exact ne sont pas disponibles. |